# Каждое воскресенье (фильм, 1999)
«Каждое воскресенье» (англ. Any Given Sunday, США) — кинофильм режиссёра Оливера Стоуна, вышедший на экраны в 1999 году. Фильм посвящён жизни и игре вымышленной футбольной команды «Miami sharks» («Акулы Майами»).

## Сюжет
Всего четыре года назад «Акулы Майами» были на вершине чемпионата. Однако сегодня команда находится в середине таблицы и уже проиграла трижды подряд. Главный тренер команды, занимающий этот пост несколько десятилетий, в прошлом знаменитый футболист Тони Д`Амато (Аль Пачино), сталкивается с проблемами как внутри команды, так и вне неё.
Когда основной квотербек команды Джек «Кэп» Руни (Деннис Куэйд) и первый запасной Тайлер Черубини получают травмы, на поле выпускают никому не известного второго запасного игрока Вилли Бимена (Джейми Фокс), которому предоставляется шанс доказать всем, что он чего-то стоит. Вилли не сплоховал и уже через несколько игр превратился в настоящую суперзвезду, которой по силам в одиночку решить исход игры. Но вместе со славой пришла и звездная болезнь: почувствовав свою значимость, Вилли все больше отдаляется от коллектива, раздавая победные интервью, игнорируя указания Тони Д’Амато, не замечая товарищей по команде, портя отношения со своей девушкой...
Кэп Руни, когда-то выдающийся игрок, находится в депрессии из-за неотвратимо приближающегося завершения спортивной карьеры. Но не меньше его угнетает и нестабильное финансовое положение своей семьи — за годы успеха он не сумел обеспечить достойное вложение заработанных гонораров, во многом из-за склонности его жены к роскошному образу жизни. Все это сказывается на его игре — команда не может больше рассчитывать на Кэпа и вынуждена опираться на нестабильного Вилли Бимена, однако Вилли тянет одеяло на себя...
К тому же Тони Д’Амато подозревает в нечистоплотности штатного врача команды, который вполне способен поставить под удар здоровье Кэпа ради кратковременного результата.
Ситуация осложняется ещё и тем, что на тренера постоянно давит новая владелица команды — Кристина Пагначчи (Камерон Диас). Унаследовавшая команду от своего отца, с которым Тони был в прекрасных дружеских отношениях, Кристина воспринимает футбол совершенно по-другому, нежели Тони: она смотрит на него исключительно как на способ заработать деньги, поэтому продала нескольких игроков ради прибыли, не понимая, что это разрушило сыгранность команды… По мнению же Кристины все дело именно в неумелом и «отсталом» тренере, она намерена избавиться от Тони и поставить на его место своего любовника — второго тренера Ника Крозье…
На фоне проблем на работе Тони накрывает депрессия, связанная с личным одиночеством. У него нет семьи, почти не осталось друзей, он не может завязать романтических отношений. Дорогая эскортница Мэнди, с которой он иногда проводит время, воспринимает его только как клиента.
К самой сложной игре плей-офф «Акулы» подходят с травмированным, но играющим в основе Кэпом. Ценой огромных усилий слабеющий Кэп Руни добывает для команды несколько очков, и в перерыве тренер меняет его на Вилли. Вдохновленный Бимен находит взаимопонимание с Руни и командой, и «Акулы» во многом благодаря Вилли вырывают такую важную победу.
…После звездной игры торжествующая Кристина Пагначчи милостиво «провожает» Тони Д’Амато на покой. На своей прощальной пресс-конференции главный герой неожиданно сообщает, что уходит с тренерского поста «Акул» вовсе не на пенсию, а становится во главе команды «Ацтеков», которые назначили его ещё и генеральным менеджером. А Вилли Бимен заключил с ними контракт и теперь становится основным квотербеком уже в новой команде.

## В ролях
| Актёр           | Роль                                               |
| --------------- | -------------------------------------------------- |
| Аль Пачино      | Тони Д'Амато                                       |
| Камерон Диас    | Кристина Пагначчи                                  |
| Деннис Куэйд    | Кэп Руни                                           |
| Джейми Фокс     | Вилли Бимен                                        |
| Джеймс Вудс     | доктор Харви Мандрейк                              |
| LL Cool J       | Джулиан Вашингтон                                  |
| Джим Браун      | Монтесума Монро                                    |
| Лоуренс Тэйлор  | Лютер «Шарк» Лавэй                                 |
| Аарон Экхарт    | Ник Крозье                                         |
| Джон МакГинли   | Джек Роуз                                          |
| Мэттью Модайн   | доктор Олли Пауэрс                                 |
| Лорен Холли     | Синди Руни                                         |
| Энн-Маргрет     | Маргарет Пагниачи                                  |
| Чарльтон Хестон | комиссионер                                        |
| Элизабет Беркли | Мэнди Мёрфи                                        |
| Оливер Стоун    | футбольный комментатор (камео, в титрах не указан) |

## Влияние
Фильм стал известен мотивационной речью Тони Д'Амато перед финальной игрой. Согласно воспоминаниям российского футболиста Александра Самедова, главный тренер сборной России Леонид Слуцкий на чемпионате Европы 2016 перед последним и ключевым матчем с Уэльсом активно цитировал эту речь в своём обращении к игрокам.

## Награды и номинации
- 2000 — номинация на приз «Золотой медведь» Берлинского кинофестиваля
- 2000 — номинация на премию MTV Movie Awards за прорывное исполнение мужской роли (Джейми Фокс)

## Саундтрек
1. «Who You Gonna Call»- 4:08 (Missy Elliott)
2. «Reunion»- 4:41 (Capone-N-Noreaga)
3. «Never Goin' Back»- 3:37 (Mobb Deep)
4. «Sole Sunday»- 3:59 (Goodie Mob & OutKast)
5. «Shut’Em Down»- 3:20 (LL Cool J)
6. «Shut Up»- 4:22 (Trick Daddy, Trina, Deuce Poppi & Co)
7. «Any Given Sunday»- 3:59 (Jamie Foxx, Guru & Common)
8. «Whatever It Takes»- 4:03 (P.O.D.)
9. «Fuck That»- 3:41 (Kid Rock)
10. «Be a Man»- 3:18 (Hole)
11. «My Niggas»- 1:05 (DMX)
12. «Jump»- 4:07 (Mystikal)
13. «Move Right Now»- 3:46 (Swizz Beatz, Eve & Drag-On)
14. «Why»- 3:15 (Godsmack)
15. «Stompbox»- 4:08 (Overseer)
16. «Any Given Sunday Outro»- 2:31 (Jamie Foxx)
17. «Everloving»- 3:25 (Moby)
18. «Peace»- 4:36 (Paul Kelly)